# Skogssångare
Skogssångare (Parulidae) är en familj tättingar som uteslutande häckar i Amerika. Familjen består av 19 släkten och 110-talet  arter varav drygt 30 häckar eller flyttar igenom nordöstra USA. Många av arterna är mycket individrika och i vissa områden i USA överstiger antalet häckande skogsångare alla andra arter tillsammans.

## Beskrivning

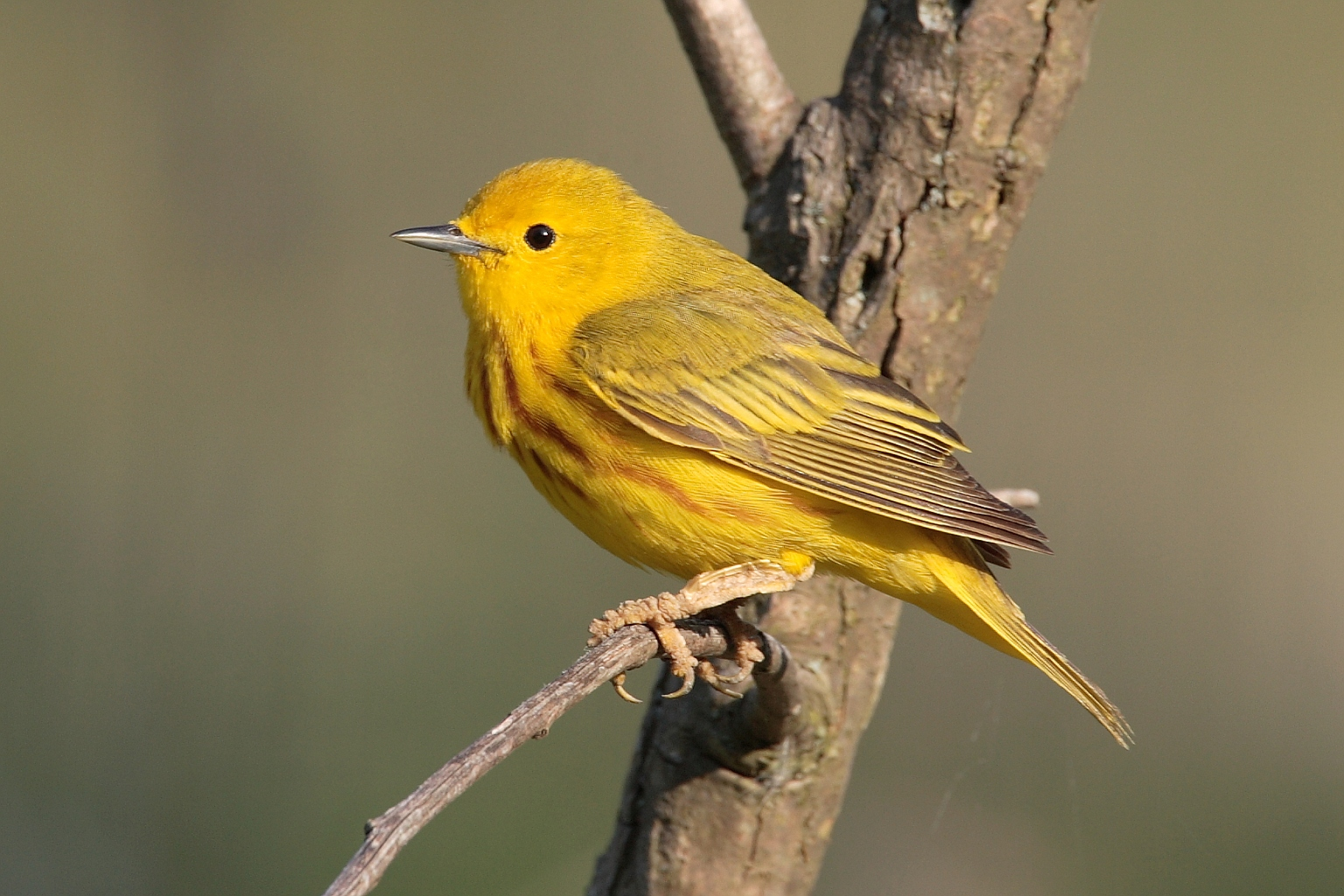
Gul skogssångare (Setophaga petechia)

Skogssångarna påminner om Europas sångare både till utseende och val av biotop men är närmare släkt med fältsparvar. De är små fåglar med liten spetsig näbb. De flesta arter har en karakteristisk sång men det är framför allt deras fjäderdräkt som är mest spektakulär. Många av familjens arter har i häckningsdräkt klara, kraftiga färger i gult, blått, rött och orange med skarpa kontrasterande partier i vitt och svart. Olika släkten inom familjen har utvecklats olika. Exempelvis släktet Parkesia som är marklevande och vars brunvita fjäderdräkter med streckade bröst påminner om piplärkor. Svartvit skogssångare (Mniotilta varia) påminner om en nötväcka när den kryper upp och ned för trädstammar och rödstjärtad skogssångare (Setophaga ruticilla) har ett beteende likt en flugsnappare.

## Utbredning och biotop
Familjen häckar uteslutande i Amerika och alla arter som häckar i Nordamerika är flyttfåglar. En del flyttar bara till södra USA men de flesta har sina vinterkvarter i neotropikerna. Man tror att de nordligast häckande skogssångarna flyger från nordöstra USA över Atlanten till Karibien och Sydamerika eftersom denna sträcka är en tredjedel av landvägen.
Man finner dem i skogiga miljöer som trädgårdar, parker, blandskog, barrskog och i dungar som gränsar till tundran i norra Kanada.

### Skogssångare i Europa
I Europa har man observerat 28 arter av skogssångare. De tre vanligast sedda skogssångarna i Europa är vitkindad skogssångare (Setophaga striata), gulgumpad skogssångare (S. coronata) och messkogssångare (S. americana). Det har aldrig observerat någon skogssångare i Sverige.

## Föda
Merparten är insektsätare året runt men några arter ställer om till en bär- och fruktdiet på vintern. 

## Systematik
Skogssångarna ingår i en klad med fältsparvar, amerikanska sparvar och trupialer, men också utvecklingslinjer i framför allt Västindien bestående av arter som tidigare behandlades som tangaror eller just skogssångare. Dessa före detta skogssångare placeras numera i följande familjer:
- gulbröstad ikteria (tidigare trastskogssångare) i den egna familjen Icteriidae eller inkluderas bland de nära släktingarna trupialer
- grönstjärtad och vitvingad sångtangara (tidigare kallade skogssångare) i familjen sångtangaror (Phaenicophilidae)
- gulhuvad och gulbröstad kubasångare (tidigare gulhuvad skogssångare och orienteskogssångare) i den egna familjen Teretistridae
- zeledonia i den egna familjen Zeledoniidae

DNA-studier har också kastat nytt ljus på de återstående skogssångarnas inre systematik. Följande indelning i släkten och artantal följer IOC:
- Underfamilj Sieurinae
  - Seiurus – brandkronad skogssångare
- Underfamilj Helmitherinae
  - Helmitheros – beigebrynad skogssångare
- Underfamilj Vermivorinae
  - Parkesia – två arter, tidigare i Seiurus
  - Vermivora – tre arter, varav en möjligen utdöd
  - Mniotilta – svartvit skogssångare
  - Protonotaria – gyllenskogssångare
  - Limnothlypis – spetsnäbbad skogssångare
- Underfamilj Geothlypinae
  - Oreothlypis – två arter, tidigare i Parula
  - Leiothlypis – sex arter, tidigare i Vermivora
  - Leucopeza – grå skogssångare
  - Oporornis – connecticutskogssångare, inkluderade tidigare flera arter numera i Geothlypis
  - Geothlypis – 15 arter gulhakar
- Underfamilj Parulinae
  - Catharopeza – saintvincentskogssångare
  - Setophaga – 37 arter, inkluderar Dendroica samt delar av Wilsonia och Parula
- Underfamilj Basileuterinae
  - Myiothlypis – 18 arter
  - Basileuterus – 13 arter
  - Cardellina – fem arter, inkluderar Ergaticus samt två arter tidigare i Wilsonia
  - Myioborus – 12 arter vitstjärtar

## Galleri

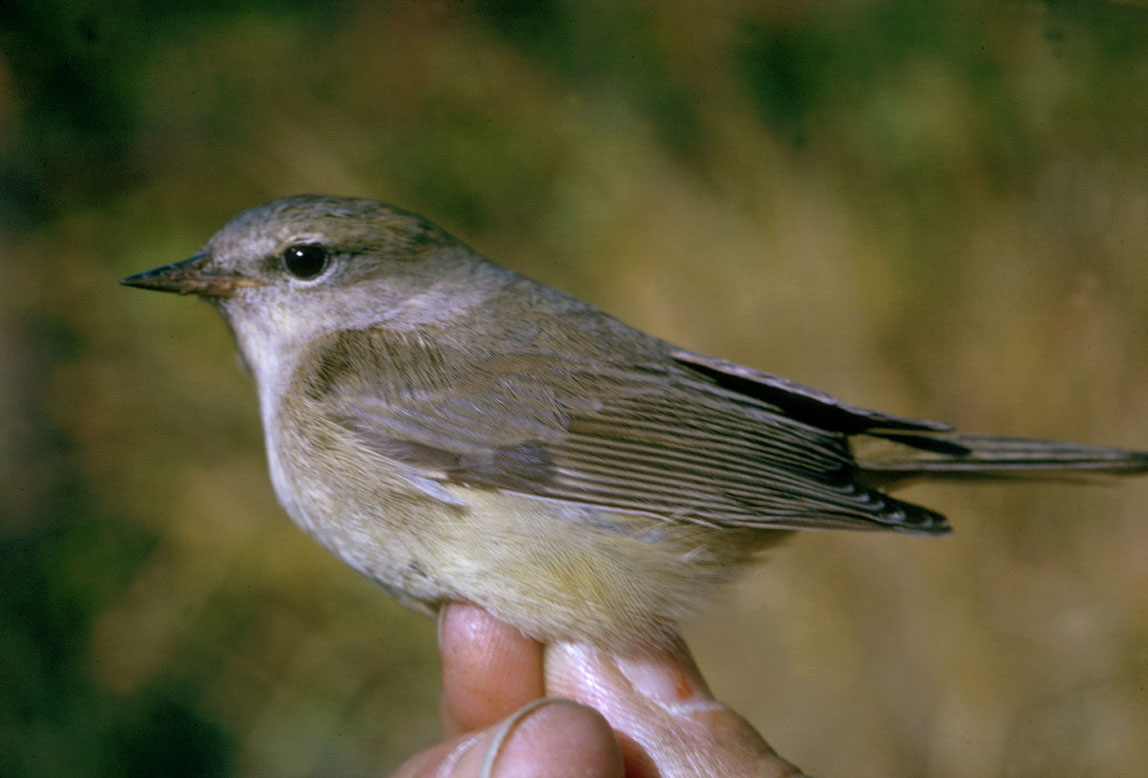
Orangekronad skogssångare (Leiothlypis celata)
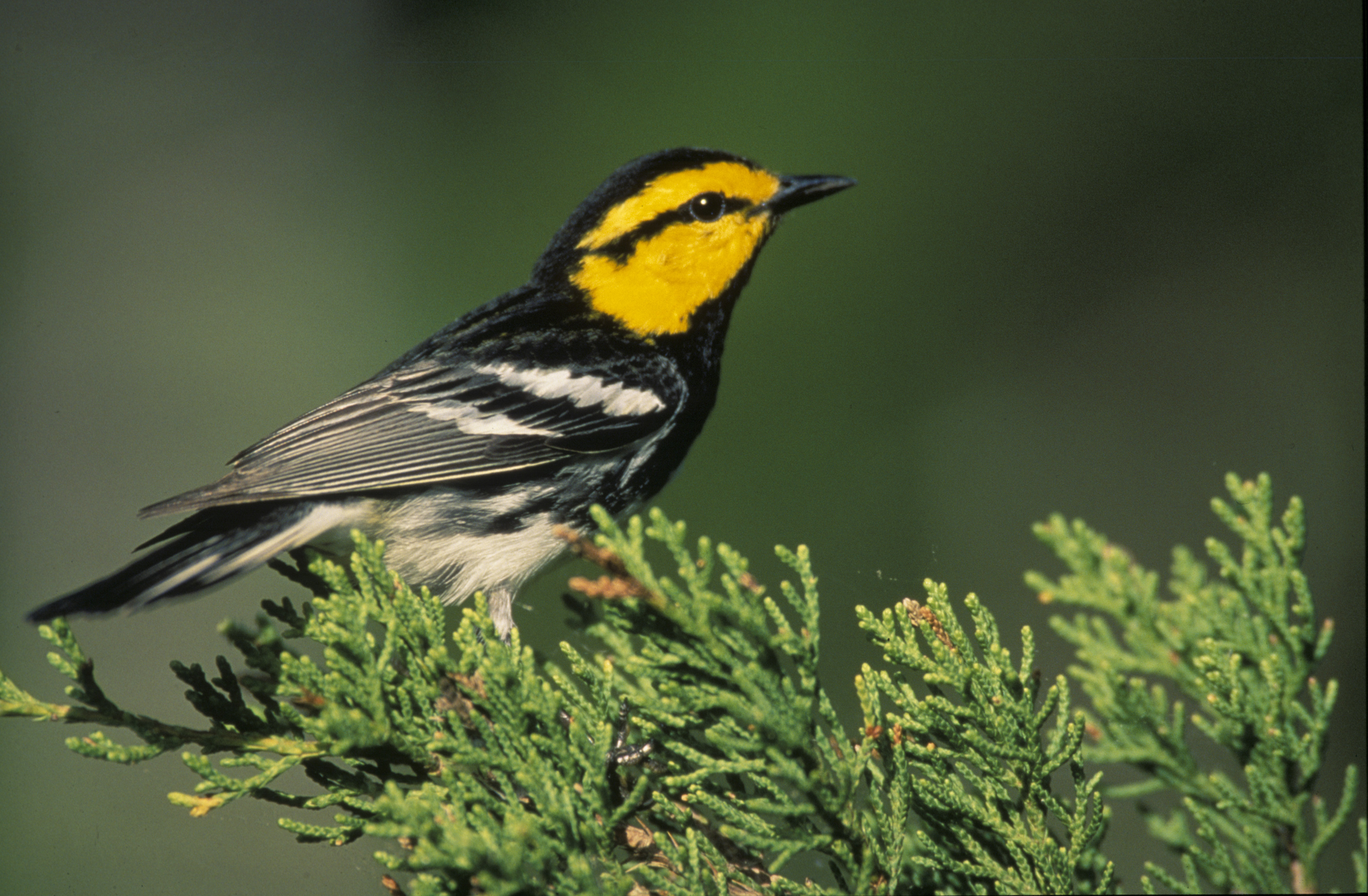
Gulkindad skogssångare (Setophaga chrysoparia)
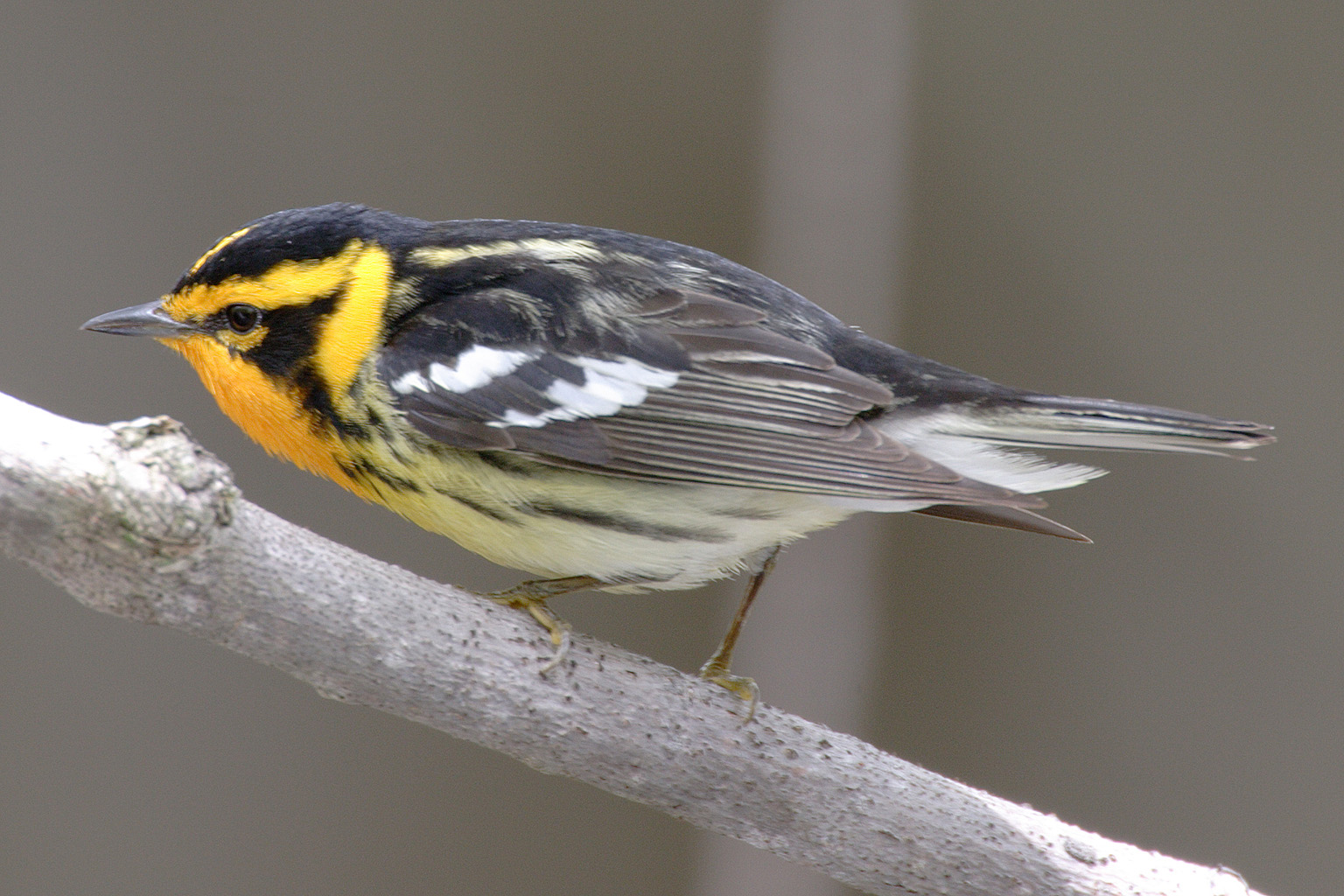
Orangestrupig skogssångare (Setophaga fusca)
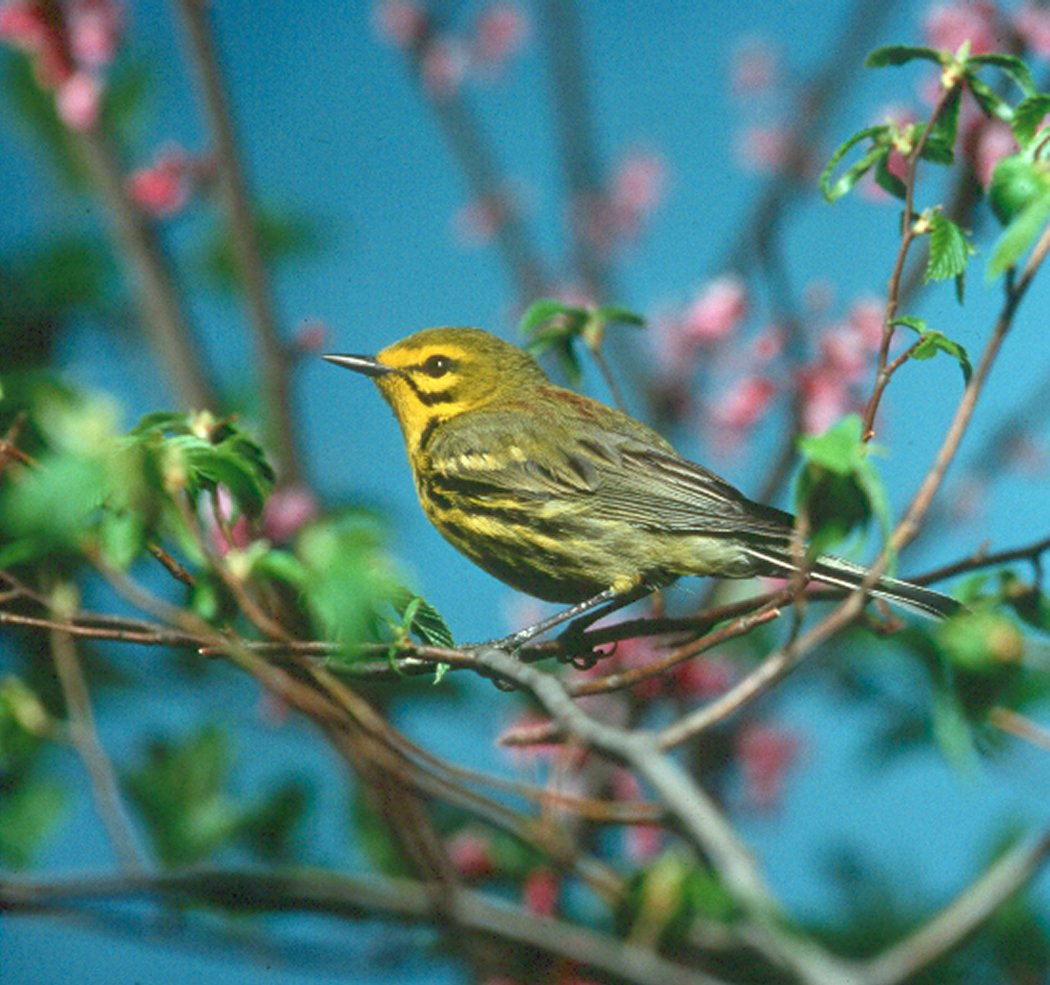
Snårskogssångare (Setophaga discolor)
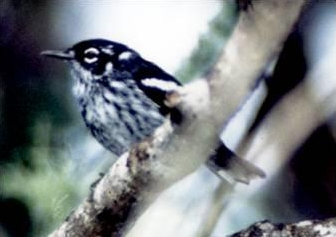
Elfinskogssångare (Setophaga angelae)
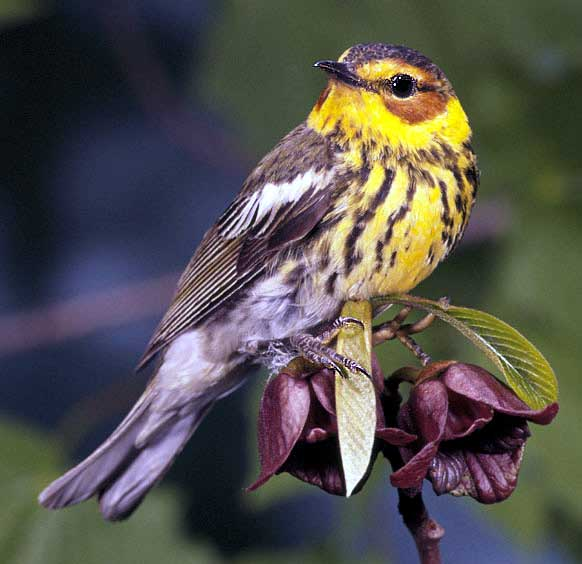
Brunkindad skogssångare (Setophaga tigrina)
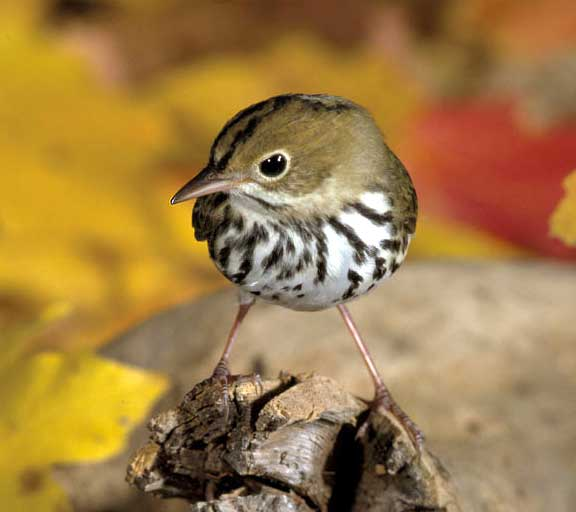
Brandkronad skogssångare (Seiurus aurocapillus)
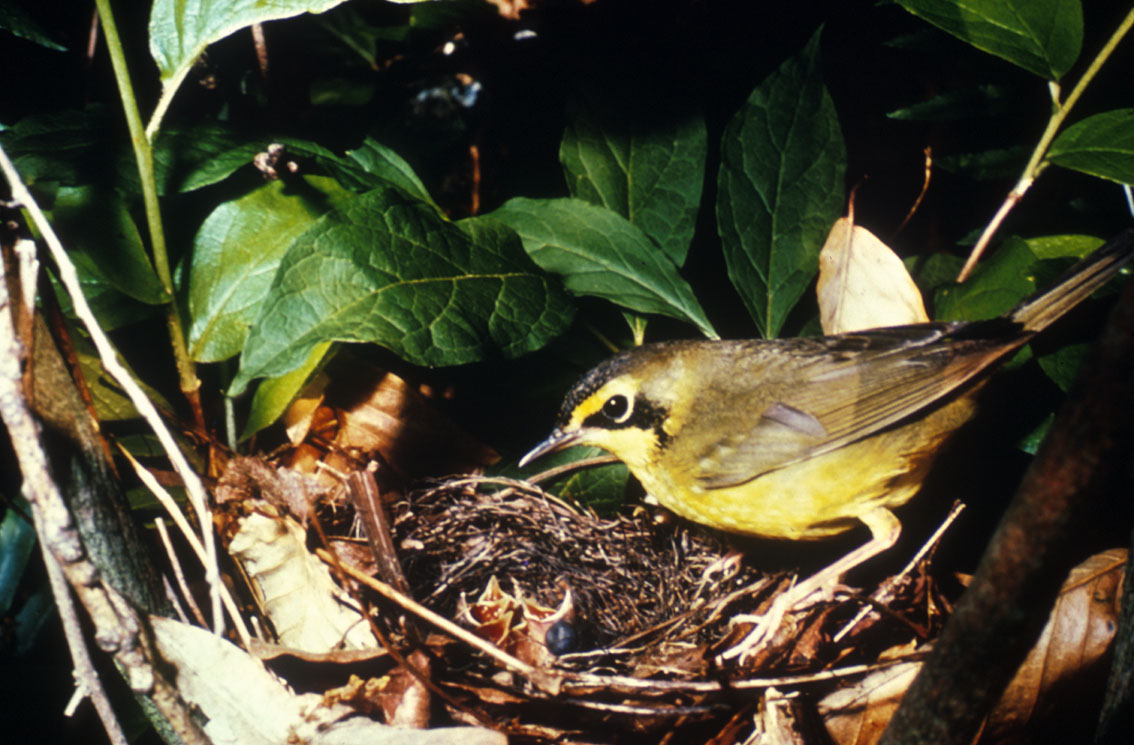
Kentuckyskogssångare (Geothlypis formosus)
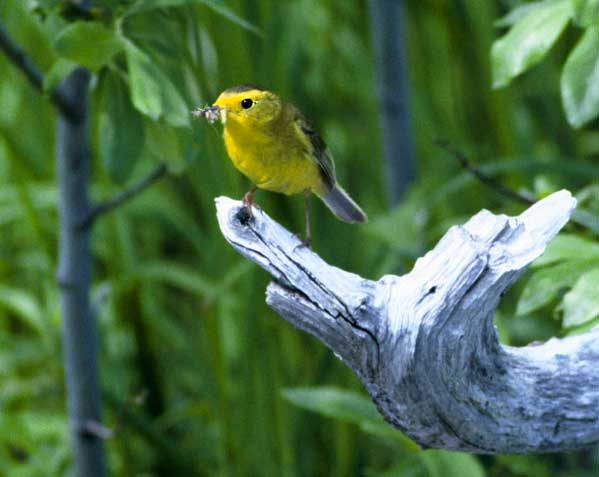
Svartkronad skogssångare (Cardellina pusilla)